# Вилиџ ов Оук Крик (Аризона)
Вилиџ ов Оук Крик (енгл. Village of Oak Creek) град је у америчкој савезној држави Аризона.

## Демографија
По попису из 2010. године број становника је 6.147.
| Група             | 2000.    | 2010.         |
| Белци             | 0 (0,0%) | 5.289 (86,0%) |
| Афроамериканци    | 0 (0,0%) | 34 (0,6%)     |
| Азијати           | 0 (0,0%) | 93 (1,5%)     |
| Хиспаноамериканци | 0 (0,0%) | 607 (9,9%)    |
| Укупно            | 0        | 6.147         |